# Бадалян Сергій Григорович
Сергій Григорович Бадалян (4 липня 1947, місто Єреван, тепер Вірменія — 25 листопада 1999, місто Москва, Російська Федерація) — вірменський комуністичний діяч, 1-й секретар Комуністичної партії Вірменії. Кандидат фізико-математичних наук. Депутат Національних Зборів Республіки Вірменії в 1995—1999 роках.

## Життєпис
У 1965—1970 роках — студент факультету технічної кібернетики Єреванського політехнічного інституту, інженер-математик.
У 1970—1973 роках — асистент, доцент Єреванського політехнічного інституту. Член КПРС.
У 1973—1980 роках — інженер-математик в Об'єднаному інституті ядерних досліджень у місті Дубна Московської області.
У 1980—1982 роках — керівник науково-дослідної групи в Єреванському фізичному інституті.
У 1982—1991 роках — секретар партійного комітету Єреванського фізичного інституту.
У 1991 році — 1-й секретар Єреванського міського комітету КП Вірменії.
17 липня — вересень 1991 року — секретар ЦК КП Вірменії.
Після розпаду СРСР став одним із ініціаторів відновлення Комуністичної партії Вірменії. У 1992—1999 роках — 1-й секретар Комуністичної партії Вірменії.
У 1995—1999 роках — депутат Національних Зборів Республіки Вірменії, член постійної комісії із зовнішніх відносин, керівник фракції Комуністичної партії Вірменії.
З 1997 по 1999 рік — голова спілки народно-патріотичних організацій Вірменії.
Помер 25 листопада 1999 року в Москві від інфаркту міокарда.